# Karl Maria Demelhuber
Karl Maria Demelhuber, född 27 maj 1896 i Freising, död 18 mars 1988 i Seeshaupt, var en tysk SS-Obergruppenführer och general i Waffen-SS. 1940–1941 var han befälhavare för Waffen-SS Ost i Generalguvernementet. Efter att kortvarigt ha kommenderat 6. SS-Gebirgs-Division Nord blev han befälhavare för Waffen-SS i Nederländerna.